# Stèle d'Héliodore

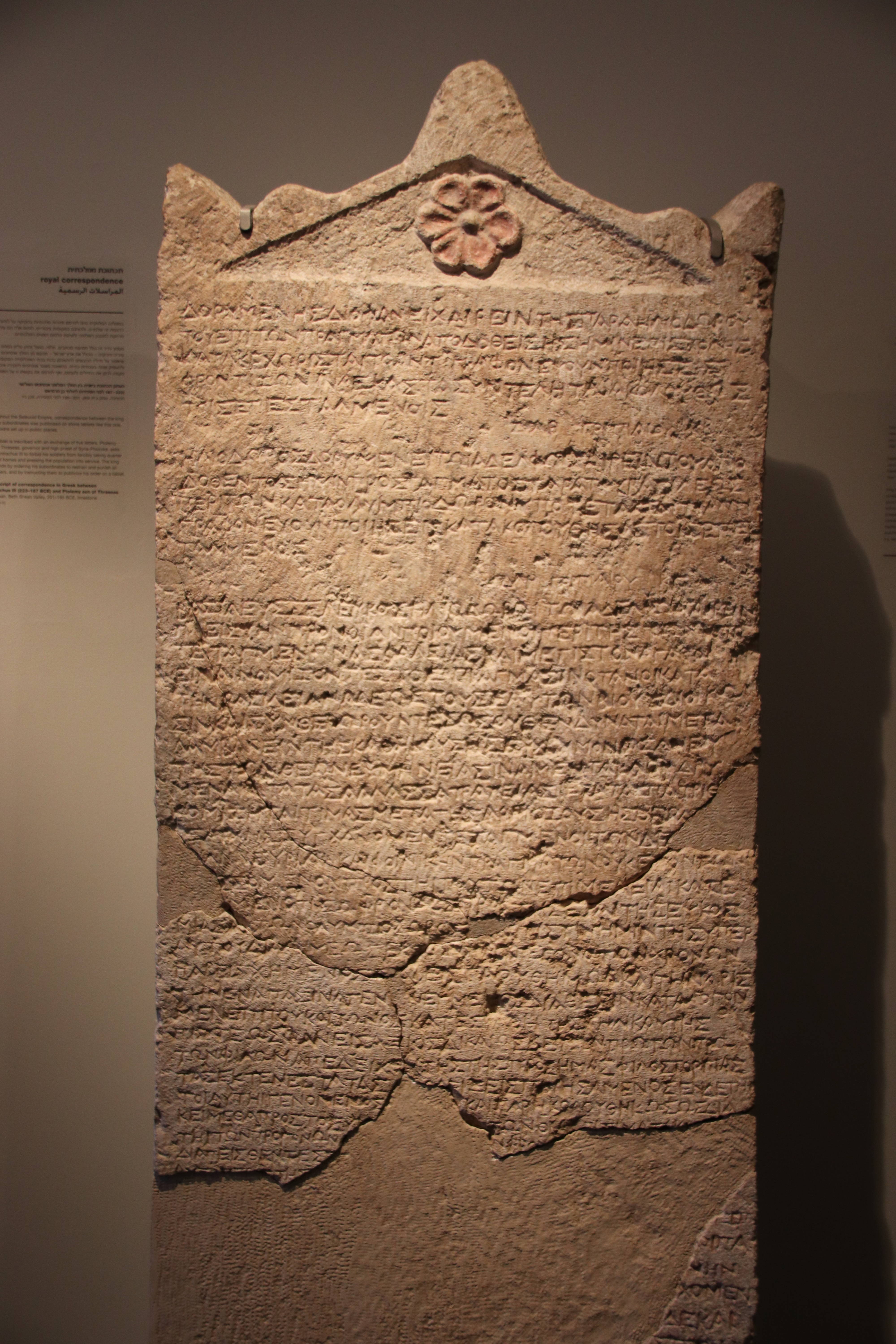
La stèle d'Héliodore reconstituée à partir des cinq fragments découverts (Musée d'Israël, Jérusalem).

La stèle d'Héliodore est une stèle en calcaire rosé portant une inscription en grec. Elle rapporte trois correspondances entre le roi Séleucos IV, son ministre Héliodore et deux officiels séleucides, Dorymenes et Diophanes. L'inscription principale concerne la nomination d'un administrateur pour les sanctuaires de la satrapie de Cœlé-Syrie et de Phénicie. Cette stèle est exposée au musée d'Israël à Jérusalem.

## La stèle
Deux fragments de la stèle ont d'abord été achetés sur le marché des antiquités par le philanthrope juif américain Michael Steinhardt sans qu'on sache de quel site ils provenaient. Trois autres fragments ont ensuite été découverts en 2005 et 2006 lors des fouilles archéologiques du site de Marésha. Ils appartiennent à la partie inférieure de la stèle. Ces fragments ont été trouvés dans la chambre 1 du complexe souterrain numéro 57 situé à 100 m au sud-est de l'acropole de Marésha. Pendant la quatrième et la cinquième guerre de Syrie, Antiochos III avait tenté de s'emparer de la Syrie lagide dont dépend Marésha.  Après la défaite de l’armée lagide à Panion, la région de Marésha passe définitivement sous domination séleucide.
La stèle est surmontée de trois acrotères, un au milieu et un de chaque côté. Son tympan est décoré d'une rosette. L'intérieur des lettres et la rosette étaient peintes rouges.

## Les correspondances

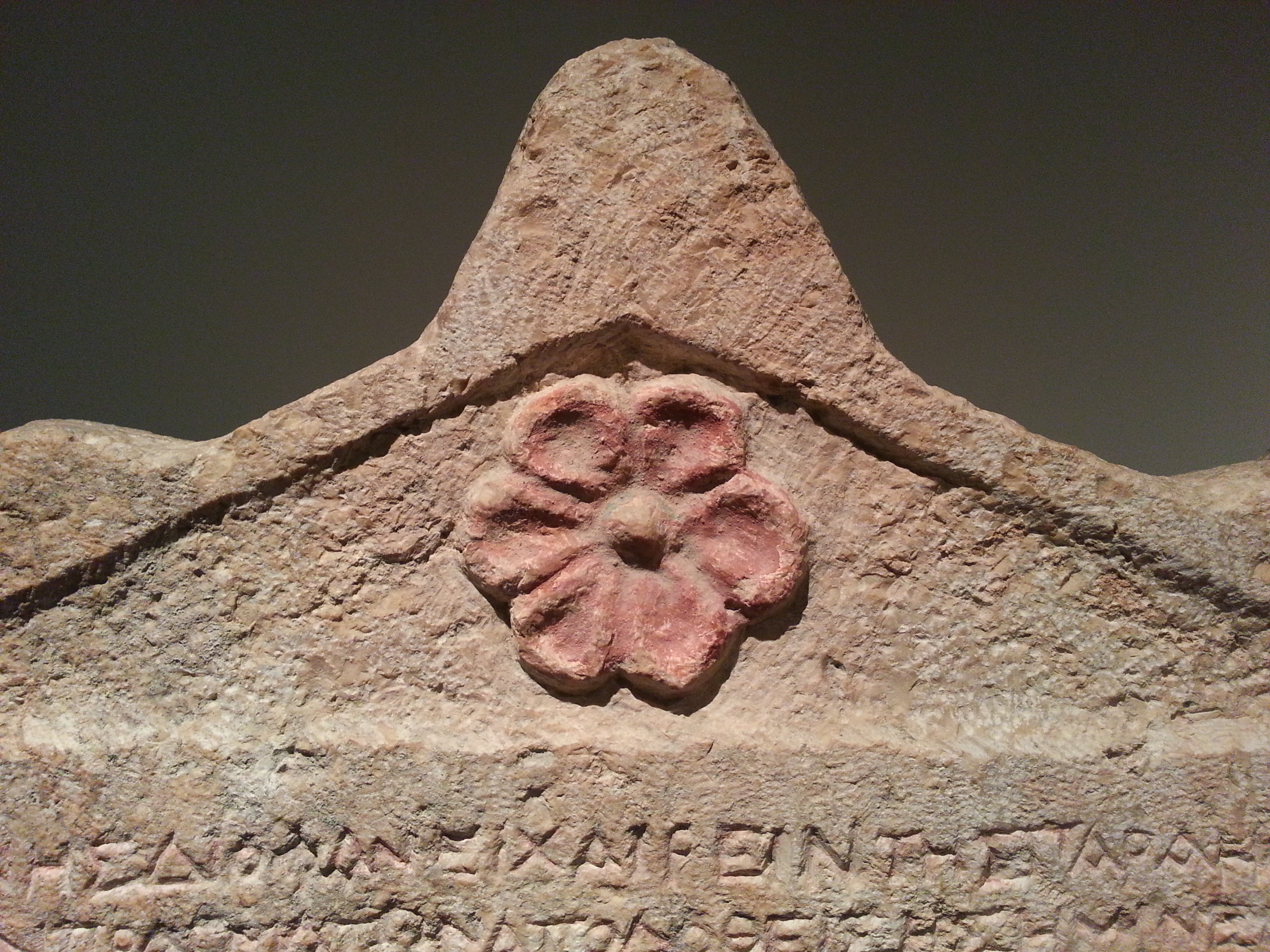
Détail de la rosette avec trace de peinture rouge.

Les trois lettres figurant sur la stèle apparaissent dans une séquence chronologique inverse par rapport à leurs dates de rédaction. Les deux premières lettres sont datées du mois de Gorpiæos de l'année 134 de l'ère séleucide, c'est-à-dire à l'été 178 av. J.-C.. Le mois de Gorpiæos du calendrier macédonien correspond approximativement au mois d'août selon le calendrier julien. La dernière lettre, chronologiquement la première, est un ordre du roi Séleucos IV à son ministre Héliodore. Jusqu'à la découverte des trois fragments supplémentaires, seul le long préambule de la dernière lettre était conservé. Le second document est une lettre d'Héliodore à un certain Dorymenes auquel on a aussi transmis une copie de l'ordre royal. Le premier document est une lettre de Dorymenes à Diophanes à laquelle la lettre d'Héliodore est explicitement attachée, et sans doute aussi l'ordre royal. Ni Héliodore, Dorymenes ou Diophanes ne portent de titre dans ces correspondances. Cette omission reflète la pratique habituelle des correspondances hellénistiques, mais elle ne permet pas de connaitre la fonction exacte de ces différents personnages. 
Le fragment inférieur de la stèle, bien que très incomplet, est une lettre publique du roi. Il y donne pour instruction de diffuser sa lettre en plaçant des copies dans différentes localités importantes. Il est même possible qu'il demande aussi de faire figurer l'Olympiodore dans les documents publics.
Parmi les personnages mentionnés sur la stèle, seuls Séleucos et Héliodore sont connus des historiens. Ni Dorymenes, ni Diophanes ne sont connus par ailleurs. 

## La nomination d'Olympiodore

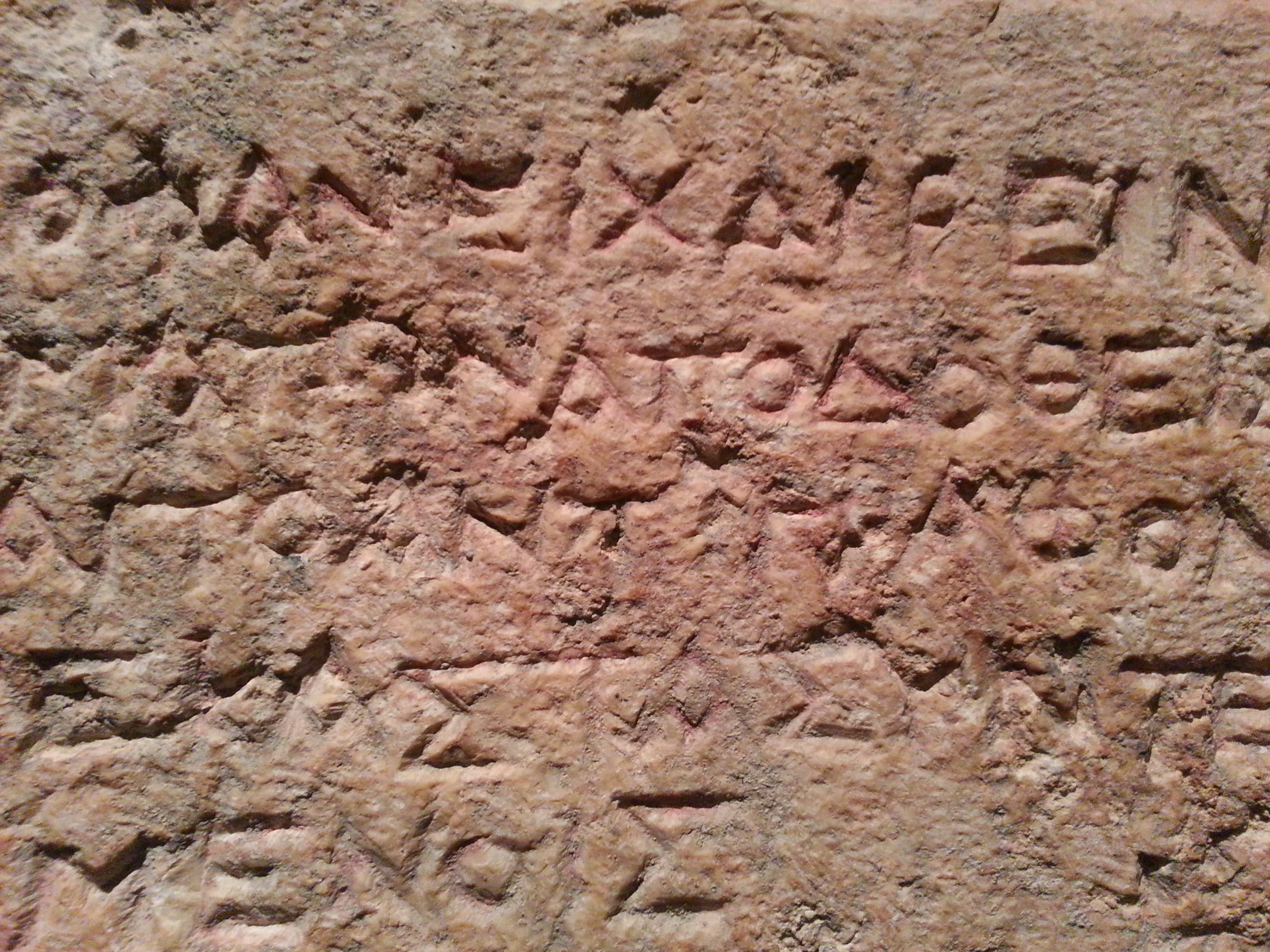
Détail des inscriptions en grec ancien.

L'inscription principale est la copie d'un ordre adressé par Séleucos IV à son chancelier Héliodore. Elle indique la nomination d'un certain Olympiodore en tant qu'administrateur des sanctuaires de la satrapie de Cœlé-Syrie et de Phénicie. Le roi assure d'abord de l'attention qu'il porte à la sécurité de ses sujets, dont la tranquillité contribue aux affaires du royaume. Séleucos est conscient que cette situation dépend  de la faveur des dieux. C'est pourquoi il a toujours fait attention à ce que les temples des autres satrapies reçoivent les honneurs qui leur sont dus. Cette situation contraste avec celle de Cœlé-Syrie où aucun officiel ne s'occupe des temples. Il annonce donc à Héliodore la nomination d'Olympiodore. Le roi explique que ce dernier déjà montré sa loyauté dans sa fonction précédente. L'inscription apprend qu'Olympiodore a été élevé avec le roi et qu'il a commencé sa carrière à la cour du roi comme chambellan. 
La Cœlé-Syrie est une ancienne possession lagide, concédée par Ptolémée V à Antiochos III, le père de  Séleucos IV, au cours de la cinquième guerre de Syrie. Cet ordre royal montre que les sanctuaires de la région sont désormais placés sous le strict contrôle des autorités séleucides au même titre que les sanctuaires du reste du royaume. Le texte de Séleucos IV  n'est pas réellement une lettre  transmettant des instructions à Héliodore, mais c'est un manifeste rédigé dans le but d'être publié auprès d'un large public.
Le texte ne donne pas le nom de la fonction précise d'Olympiodore, mais cette correspondance ressemble aux documents concernant la nomination de Nikanor comme grand prêtre de tous les sanctuaires séleucides d'Asie Mineure par Antiochos III en 209 av. J.-C.. Olympiodore peut avoir occupé une fonction analogue. La position de Nikanor est cependant plus importante que celle attribuée ici à Olympiodore. L'autorité de Nikanor dépasse le cadre d'une seule satrapie alors que les responsabilités d'Olympiodore se limitent à la satrapie de Cœlé-Syrie et Phénicie. 
Une explication proposée à la nomination d'Olympiodore est qu'il ait repris une charge précédemment occupée par Ptolémée fils de Thraséas qui cumulait les fonctions de stratège et de grand-prêtre de Syrie et Phénicie depuis la période lagide, situation qui avait été maintenue après l'annexion de la Cœlé-Syrie au royaume séleucide. L'insistance du roi à décrire la négligence dont le pouvoir a fait preuve vis-à-vis des temples de Cœlé-Syrie et Phénicie vise surtout à convaincre le peuple qu'Olympiodore est un bon choix pour cette fonction. La lettre de Séleucos à Héliodore ne révèle pas le véritable motif de cette nomination. Il est vraisemblable qu'elle s'inscrive dans le cadre des efforts de Séleucos pour régler à Rome l'indemnité financière prévue par la paix d'Apamée. Olympiodore,  a pu être choisi pour lever les fonds dont le roi a besoin.

## Dorymenes et Diophanes
Dorymenes est le destinataire de la lettre d'Héliodore. Il occupe visiblement un rang élevé. Héliodore s'adresse à Dorymenes en l'appelant  son frère. Il ne s'agit là que d'une convention épistolaire qui ne renseigne en rien sur les relations personnelles entre les deux hommes. La comparaison avec des inscriptions similaires permet de penser que Dorymenes est probablement le stratège de Cœle-Syrie et Phénicie en 178 av. J.-C.. Il est aussi possible qu'il intervienne ici en qualité de grand prêtre (ἀρχιερέυς (archiereus)) dans une fonction analogue à celle de Nikanor nommé Antiochos III. La nomination d'Olympiodore entrerait sous sa responsabilité au titre des sanctuaires de Cœlé-Syrie et Phénicie. 
Pour le même époque, on possède la mention d'autres personnages nommés Dorymenes :
- Dorymenes, un officier lagide dans la cavalerie de Ptolémée IV au cours de la quatrième guerre de Syrie (vers 219/217 av. J.-C.). S'il s'agit du même personnage, c'est qu'il se serait ensuite rallié au camp séleucide. Il serait alors relativement âgé au moment de la nomination d'Olympiodore
- Ptolémée fils de Dorymenes, un important conseiller d'Antiochus IV (vers 170/169 av. J.-C.) [3]

Il est impossible de savoir s'il s'agit là de personnages différents ou d'un même personnage, ni de connaitre leurs relations avec le personnage de la stèle d'Héliodore.
Diophanes doit être le gouverneur du district de Marésha, voire de l'Idumée. Il a dû placer la stèle dans un sanctuaire, peut-être à proximité du complexe souterrain 57 où des fragments de la stèle ont été retrouvés. Lors de la conquête de Marésha par Jean Hyrcan, les symboles du pouvoir séleucide ainsi que d'autres éléments ont dû être retirés des lieux publics et placés dans le souterrain où ils ont été découverts.

## Héliodore et le Temple de Jérusalem
La réforme de Séleucos IV inclut le contrôle des sanctuaires de Judée, et donc du Temple de Jérusalem, soumis à la pression fiscale d'un royaume séleucide endetté. L'action menée par Héliodore contre le trésor du Temple de Jérusalem rapportée dans le deuxième livre des Maccabées pourrait s'inscrire dans le cadre de cette décision royale. Selon ce récit, Simon, un ennemi déclaré du grand prêtre Onias III, approche Apollonios fils du Thraséas alors gouverneur de Cœlé-Syrie. Il accuse le grand prêtre d'avoir dissimulé de l'argent dans le Temple. Le gouverneur en réfère au roi, qui décide d'envoyer Héliodore à Jérusalem. Après l'échec de la mission d'Héliodore, Simon reproche à Onias de conspirer contre le royaume séleucide. Il est difficile de comprendre les événements historiques sous-tendus par le récit du deuxième livre des Maccabées tant l'auteur utilise de clichés et déforme délibérément ces événements.
On ignore si les circonstances de la rédaction de la lettre adressée à Héliodore par Séleucos sont liées à des signes d'agitation de la population juive, qui allait se transformer en révolte sous son successeur Antiochos IV. Le besoin d'argent du pouvoir séleucide représente une menace pour tous les sanctuaires de la province. Cependant, l'auteur du deuxième livre des Maccabées ne s'intéresse qu'au risque qui menace le trésor du Temple de Jérusalem. La nouvelle situation qui prévaut à partir de l'été 178 peut avoir été vue par les dirigeants juifs comme une menace pour l'autonomie économique du Temple. Elle s'écarte de la politique d'Antiochos III qui avait explicitement reconnu l'autonomie religieuse des Juifs. Au-delà des événements surnaturels introduits dans le récit, un conflit semble avoir opposé le pouvoir séleucide et les autorités juives du temple. Après une période de troubles, un compromis semble avait été trouvé, interprété comme une victoire des Juifs par l'auteur du deuxième livre des Maccabées. Il est possible que les partis en conflit à Jérusalem, opposants et partisans du régime séleucide, en aient profité pour faire jouer leurs alliances politiques et leurs rivalités.